# Port El-Kantaoui
Koordinaten: 35° 54′ N, 10° 36′ O
Port El-Kantaoui (arabisch مرسى القنطاوي, DMG Marsā l-Qanṭāwī; von vielen nur El-Kantaoui oder Kantaoui genannt), auch unter dem Namen Sousse-Nord bekannt, ist eine auf dem Reißbrett geplante kleine tunesische Hafenstadt. Sie befindet sich ca. 10 Kilometer nördlich von Sousse. Eine große Zahl von Restaurants, Souvenirgeschäften, Porträtzeichnern, Bonbon- und Mandelverkäufern prägen das Stadtbild.

## Geschichte
Nachdem sich Tunesien einen festen Platz in den Angeboten der Reiseveranstalter eroberte, beschlossen die Verantwortlichen Mitte der 1970er Jahre, Port El-Kantaoui auf einem malerischen Küstenstrich zu errichten. Es sollte ein Ferienzentrum entstehen, welches mit einem Golfplatz und einem Jachthafen auch gehobenen Ansprüchen gerecht wird. Ende der 1970er Jahre wurde dieser Beschluss in die Tat umgesetzt. Finanziert wurde das El-Kantaoui-Projekt mit Geldern aus Kuwait, Abu Dhabi und der Weltbank.
Ein islamistischer Attentäter erschoss am 26. Juni 2015 mit einem Kalaschnikow-Sturmgewehr am Badestrand, im RIU Imperial Marhaba Inn und im Hotel El Mouradi Palm Marina mindestens 39 Menschen und verletzte 36 weitere. Unter den Opfern waren auch Touristen aus Belgien, Deutschland und Großbritannien.

## Hafen

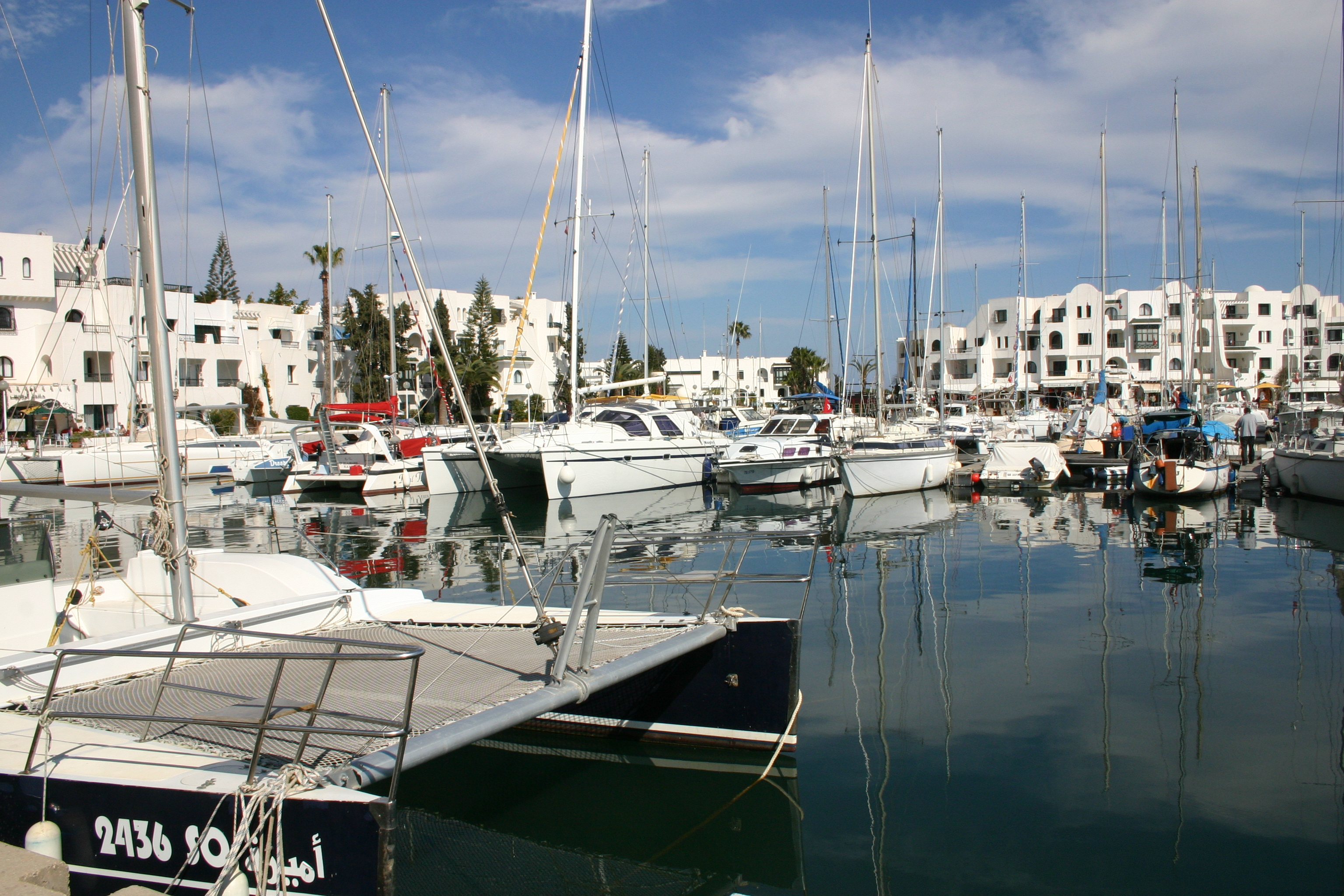
Port El-Kantaoui

Der Hafen von Port El-Kantaoui, der „erste Gartenhafen des Mittelmeeres“, nennt sich „Port de plaisance“ (Jachthafen), ist ca. 4 Hektar groß und verfügt über 340 Liegeplätze. Diese werden gegen hohe Preise an Jachtbesitzer vermietet.

## Les Maisons de la Mer

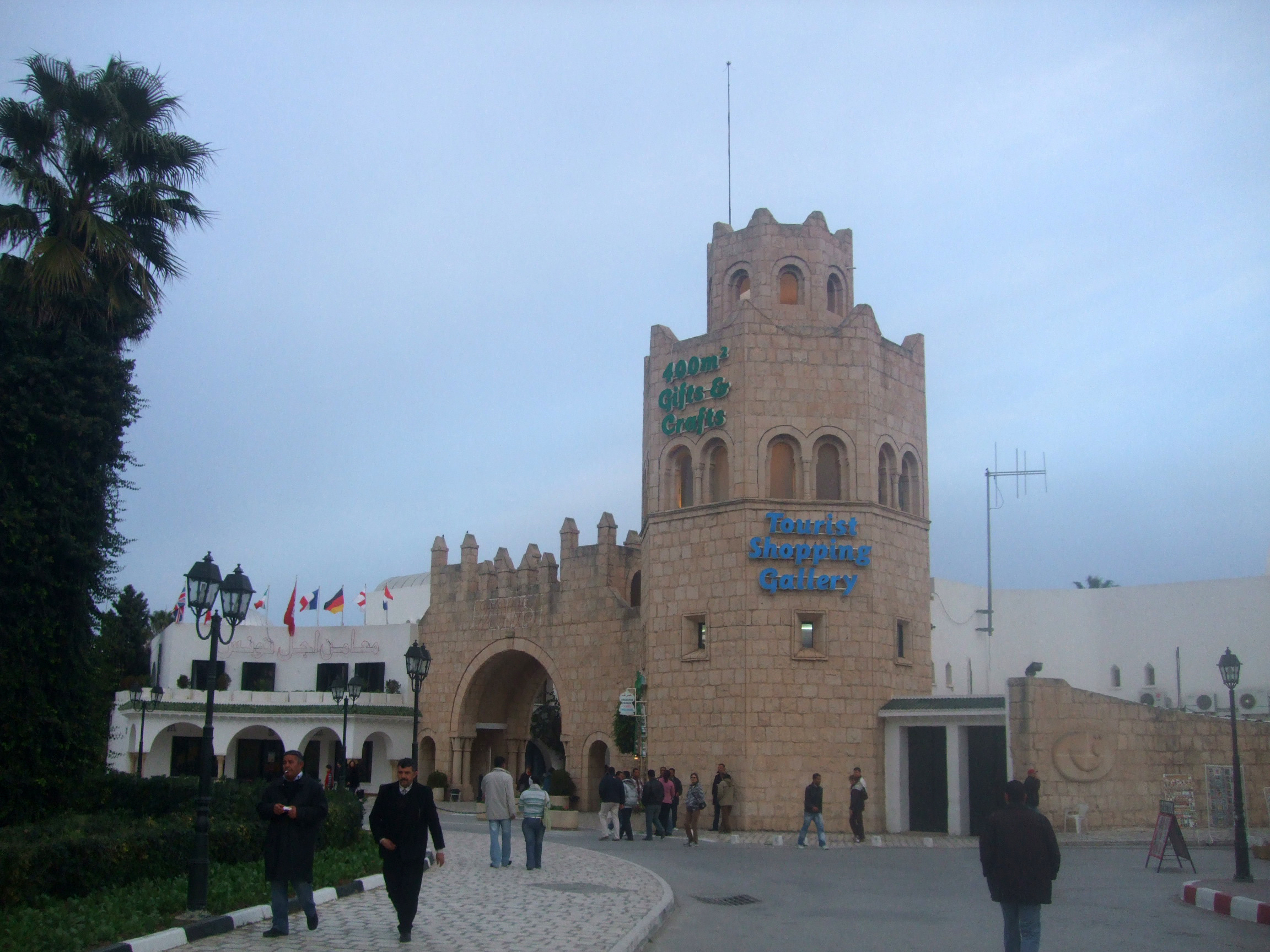
Das Hafentor von Port El-Kantaoui

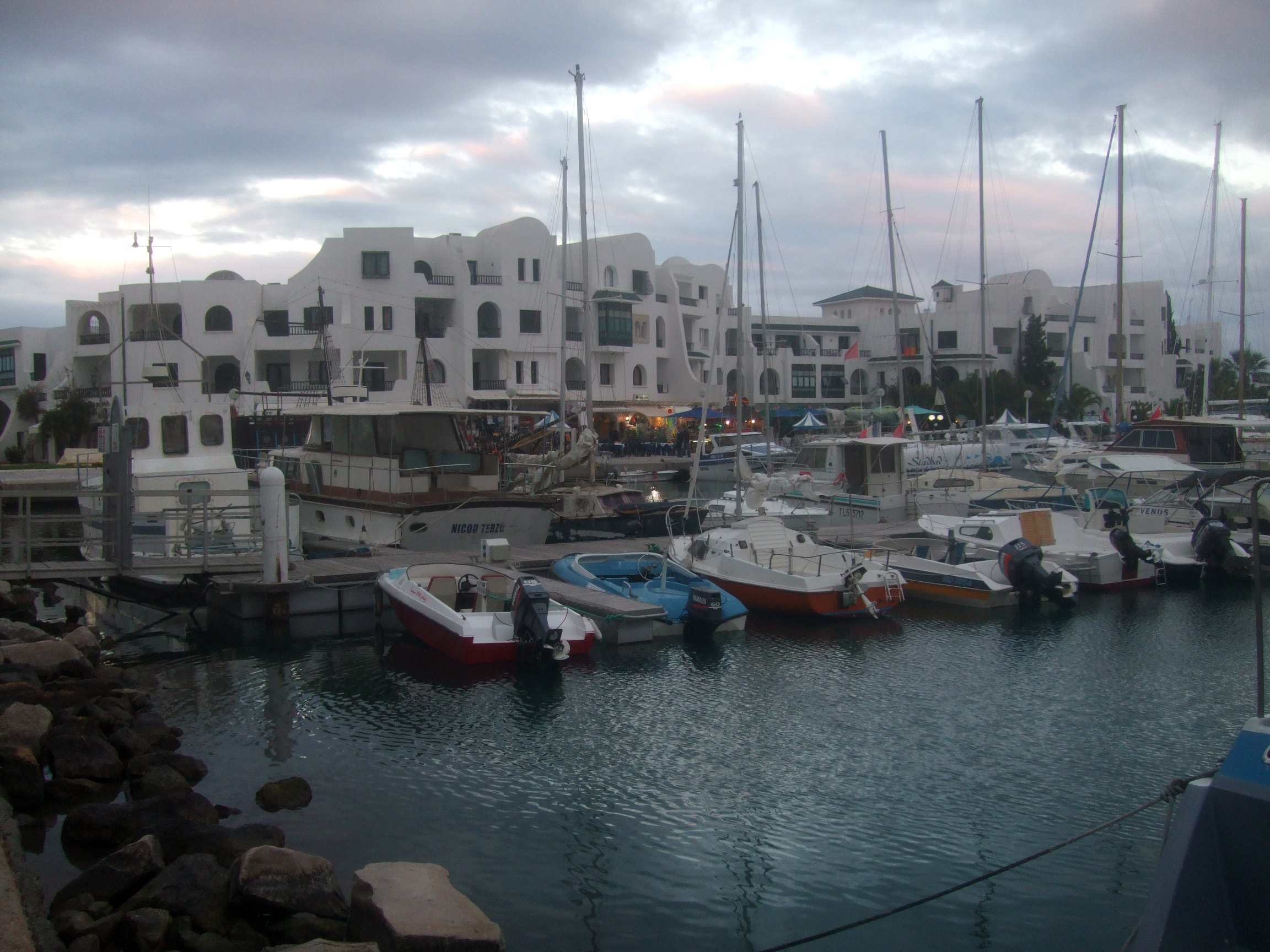
Ein Teil des Yachthafens und der Häuseranlage Les Maisons de la Mer

Umgeben wird der Hafen von der Anlage Les Maisons de la Mer (Die Häuser des Meeres). Diese Anlage besteht aus niedrigen Appartementhäusern, verschachtelten Innenhöfen, Einkaufspassagen, Restaurants und Cafés.

## Les Maisons des Jardins
Auch die Anlage Les Maisons des Jardins (Die Häuser der Gärten) besteht aus niedrigen Appartementhäusern mit unzähligen Souvenirgeschäften, Cafés und Restaurants. Sowohl in der Mitte als auch am östlichen Ende dieser Anlage befindet sich jeweils ein Springbrunnen.

## Hannibal-Park
Ganz in der Nähe der Anlage Les Maisons des Jardins befindet sich der Hannibal Park. Hierbei handelt es sich um einen Freizeit- und Vergnügungspark mit etlichen Karussells und Kiosken.